# Medeleni, Ungheni
Medeleni este un sat din componența comunei Petrești din raionul Ungheni, Republica Moldova.
Cea mai mare parte a satului Medeleni este în Moldova. Există și o parte a aceluiași sat pe malul drept al Prutului, în Comuna Golăiești, jud. Iași, între Sculeni și Ungheni. Aici există o biserică veche de pe vremea lui Ștefan cel Mare, un stejar plantat la terminarea bisericii (atât de gros încât abia de-l pot cuprinde trei oameni cu brațele întinse) precum și vechiul conac boieresc. Tot aici are loc și acțiunea din trilogia "La Medeleni" de Ionel Teodoreanu.
Satul are o suprafață de circa 0.76 kilometri pătrați, cu un perimetru de 3.65 km. Localitatea se află la distanța de 14 km de orașul Ungheni și la 120 km de Chișinău.

## Istorie
Localitate tihnită, îmbrățișată din 3 părți de râul Prut, așezată pe partea stingă a șoselei Ungheni-Sculeni, vizavi de localitățile românești Medeleni și Petrești. 
Satul Medeleni a fost atestat documentar pentru prima dată în anul 1490:
„Din mila lui Dumnezeu, noi, Ștefan voievod, domn al Țării Moldovei. Facem cunoscut, cu această carte a noastră, tuturor celor care o vor vedea sau vor auzi citindu-se, că aceste adevărate slugi ale noastre, Iurșa și nepotului, Iliaș Saula, nepoții lui Stoian Procelnic cel bătrân, ne-au slujit drept și credincios. De aceea, noi, văzând dreapta și credincioasa lor slujbă către noi, i-am miluit cu deosebita noastră milă, le-am dat și le-am întărit în țara noastră, în Moldova, ocinile lor drepte, pe care le-a avut bunicul lor, Stoian Procelnic cel bătrân, de la bunicul nostru, Alexandru voievod, satele la Cârligătura, anume: Procelnicii, unde a fost curtea bunicului lor Stoian Procelnic, și Bogdăneștii, și Hovceștii, și Medelenii, și Nedeianii și Bogheasa, și, pe Bahlui, unde a fost Drago, și moara pe Bahlui, și, pe Jijia, Lazorenii, unde a fost Rosneag, și Procelnicii, și moara pe Jijia, și Cozmeștii, și Oișanii, și, peste Prut: Laslăoanii, la gura Hlabnicului, amândouă cuturile, și Negoeștii, și Stancăuții, și Scutureceanii, și Cernaeștii, și Găurenii, și Deleștii, la gura Delei, amândouă cuturile.

...

Iar pentru mai mare putere și întărire a tuturor celor mai sus scrise, am poruncit credinciosului nostru jupan, Tăutul logofăt, să scrie și să atârne pecetea noastră la această carte a noastră.

A scris Toader diac, la Suceava, în anul 6998 <1490>, luna octombrie, 14 zile.”
Primii locuitori din Medeleni au fost acei oameni care lucrau pentru boierul Medeleanu, ce stăpânea moșia de sub dealul Iașului și dincoace de Prut între Sculeni, Chirileni și Ungheni. După moartea boierlui Medeleanu, moșia lui a fost împărțită în mai multe părți. Partea dintre satele Blîndești, Petrești și Semeni a fost stăpânită de boierul Vartic. De pe moșia sa oamenii au primit primele nadeluri (parcele) de pământ, mai ales acei care împlinise boierescul la boierul Medelean. Astfel în numele boierului Medeleanu a fost pus numele satului Medeleni din partea stângă și dreaptă a râului Prut. 
Pe moșia satului, cu câmpii întinse și mănoase, se conturează clar 4 movile funerare străvechi. Localitatea cuprinde 2 vetre strămoșești - Răzoaia (toponim provenit din "răzeși") și Medeleni, unite cu un singur cimitir, dar având 2 hramuri - "Sf. Ilie" și "Duminica Mare". Aceste două părți de sat și astăzi sunt despărțite de o uliță dreaptă și îngustă numită Hotar. Satul Medeleni este unic și prin aceea că își pomenește morții nu la Paștele Blajinilor, ci la Duminica Mare.
Siliștea a fost menționată în scris la 14 oct. 1490 într-un hrisov de pe timpul domniei lui Ștefan cel Mare. (Catalogul documentelor moldovenești din arhiva centrală a statului. Vol. 1. București, 1957). Două așezări cu același toponim, despărțite aproape două veacuri de frontiera pusă pe Prut, și-au risipit documentele prin arhive, încât astăzi e greu să dai de urma lor. Multe cărți domnești prețioase au fost arse de turci și tătari, nimicite în pălălaia războiului al doilea mondial.
La înc. sec. trecut Zamfir Arbore scria în Dicționarul geografic al Basarabiei: „Răzoaia, sătuc în jud. Bălți, așezat pe malul Prutului, între satele Blindești și Gura Gârlei-Mari. Face parte din volostea Sculeni. Are 14 căsuțe de țărani români. Țăranii posedă pământ de împroprietărire 98 desetine. D-l Uscatu are aici o moșioară de 262 desetine."
În 1933 școala din Medeleni de pe malul stâng al Prutului, avându-i în calitate de învățători pe Zoița Filipescu și Ion Zaborilă, aduna în bănci 102 din cei 186 de copii în vârstă de 5-16 ani.
Având în sat un pichet de grăniceri, instalat de sovietici în 1940, Medelenii au devenit tir de artilerie chiar din primele clipe de război, în dimineața zilei de 22 iunie 1941. Două săptămâni pe sectorul Sculeni-Petrești-Ungheni s-au dat lupte sângeroase, au fost striviți de tancuri, schije și gloanțe mii de ostași din ambele tabere învrăjbite. După 3 ani de bătălii înverșunate, frontul făcu cale întoarsă de la Volga și la 30 martie 1944 a pus iarăși stăpânire pe Petrești și Medeleni. În războiul al doilea mondial satul Medeleni a pierdut 23 de bărbați. N-au ocolit satul nici blestematele deportări staliniste, din Medeleni au fost deportați 27 de oameni.
După ce au înfruntat foametea instaurată după război, în anul 1949 a rodit pâinea, o pâine mai gustoasă ca atunci nu-și aminteau locuitorii satului. Oamenii însuflețiți de bucuria primelor spice rodite de după război au început să muncească din tot sufletul. Astfel se formează în 1949 colhozul "1 Mai" din Medeleni, care în scurt timp devine milionar,  avându-l ca președinte pe Ion Pascari. Înainte de a fi președintele colhozului, Ion Pascari a fost Preeședintele Sovietului sătesc(1947-1949). Atunci se construise clubul cu un mini-cinematograf, biblioteca, punctul medical, maternitatea, oficiul poștal, creșă-grădiniță. Copii mergeau la școală în casele rămase de la oamenii deportați: Gonceariuc Sava, Furtună Iftimie. Apoi au transformat în școală fostul punct medical de pe malul râului Prut, directori au fost Baraga Vasile, Balan Parascovia. În 1961 s-a terminat construcția școlii care este și astăzi. Directori au fost Cugut Vasile, Balan Parascovia, Manastireanu Constantin, Elena Vataman(Pascari), Rusu Angela. Dar nu a fost să fie, mai departe, școala în 2013 a fost închisă din motive neclare, având 70 de copii. Fără școală satul moare, mai ales că primărie nu este, se atribuie comunei Petrești, astfel toate problemele sătenilor erau rezolvate la școală. Într-o aripă a școlii a rămas grădiniță, proiect început de profesoara de biologie Margareta Moraru în Decembrie și susținut de primarul comunei Serghei Gorea cât și de locuitorii satului.  
În 1972 s-a organizat în sat gospodăria de stat „Medeleni", cu un grandios complex zootehnic de creștere a vitelor de prăsilă. Se amenajă localitatea, populația crescu în 1973 la cifra de 779 de suflete. Acum, ca și pretutindeni, țăranii împroprietăriți cu pământ și descătușați de birocrația sovietică își făuresc averea și viitorul râvnit.   
În anul 1999 în Medeleni s-a format asociația ”Gârla Mare” ce a avut succes ani buni, lider fiind Mihail Moraru.   
Satul din partea stângă a Prutului nu a avut niciodată biserică până în  anii 2000 când se hotăra soarta unei clădiri nefinisate preconizată pentru oficiu poștal și punct medical. Elena Vataman, director de școală atunci a luat repede inițiativa de a nu se pierde această construcție și de a fi biserică. După ajutor s-a mers la Preotul Vasile Dumitraș de la Blîndești, care a chemat episcopul și alți preoți care au pus prima piatră de temelie să-i zicem așa. În ograda școlii s-a făcut o adunare cu preoți, locuitori ai satului unde l-au ales responsabil pe Foleșteanu Gheorghe de lucrările de mai departe. . În 2002 deja se săvârșea primele slujbe de către Preotul Vasile. Un an mai târziu a venit Preotul Serghei Pascaru. În ultimii ani bisericuța a ajuns într-o stare deplorabilă, fiind afectată și de grindină. În 2018 Dumnezeu L-a trimis pe Părintele Florin-Mihai Acatrinei. A făcut o minune de biserica pentru sat, într-un timp foarte scurt și este tot ce are satul mai sfânt și frumos.
"Părintele Florin-Mihai Acatrinei este numit preot la Medeleni în anul 2018, luna mai, când îl înlocuiește pe fostul paroh Serghei Pascari. La preluare, biserica se afla într-o stare degradabilă, din cauza lipsei de fonduri și în urma distrugerilor provocate de grindină. În decurs de un an și jumătate, părintele Florin a reușit să refacă acoperișul bisericii, finisarea pereților în interior și exterior, realizarea picturii și dotarea cu mobilier. În plus s-a reușit inaugurarea garderobei sociale Sf. Ier. Nectarie.
În parohia din Medeleni se află spre păstrare și închinare, prin sârguința părintelui paroh, părticele din moaștele Sfinților ocrotitori ai parohiei: Sf. M. Mc. Gheorghe și Sf. Ier. Nectarie."
https://mitropoliabasarabiei.md/parohia-din-medeleni-%E2%80%93-ungheni-%C3%AEmbr%C4%83cat%C4%83-%C3%AEn-haine-de-s%C4%83rb%C4%83toare Arhivat în 26 noiembrie 2020, la Wayback Machine.